# Поликуб

8 «односторонних» тетракубов

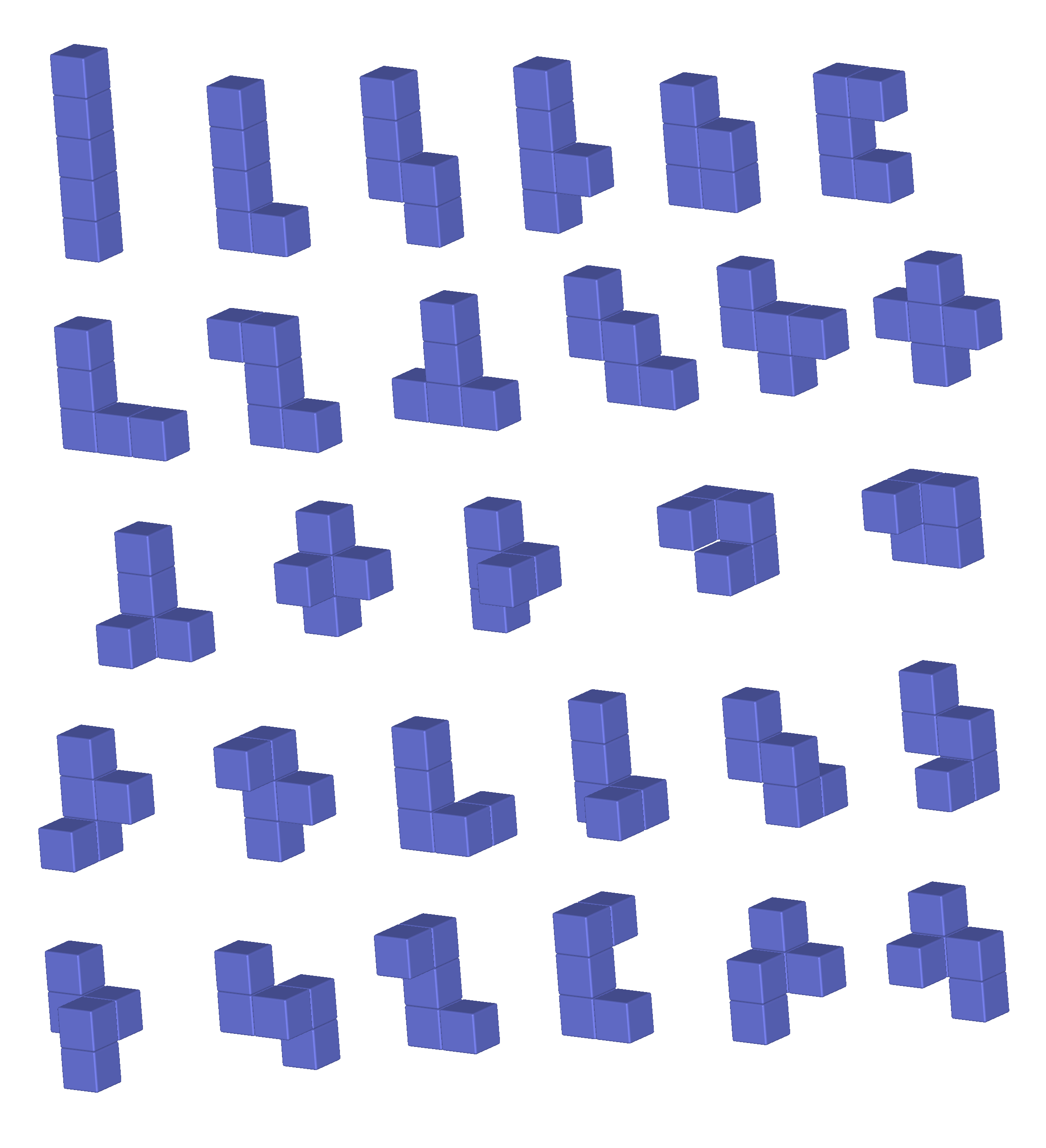
29 «односторонних» пентакубов

Поликуб — трёхмерная фигура, образованная путём соединения нескольких равных кубов гранью к грани. Это полиформа, базовый сегмент которой имеет форму куба. Поликубы являются трёхмерными аналогами плоских полимино.

## Число поликубов
Как и в случае полимино, подсчёт поликубов может быть основан на нескольких типах соглашений, в зависимости от того, считать ли повороты и зеркальные отражения различными фигурами. Например, среди тетракубов есть шесть зеркально-симметричных и один хиральный, что делает общее количество тетракубов равным 7 (свободные) или 8 (односторонние). В отличие от полимино, при подсчёте поликубов, как правило, зеркально отражённые фигуры считаются различными, потому что в трёхмерном пространстве нельзя перевести поликуб в своё зеркальное отражение, как можно это сделать с полимино. В частности, в кубиках сома используются обе формы хирального тетракуба.
| n  | Наименование | Число «односторонних» n-кубов (зеркальные отражения различаются) последовательность A000162 в OEIS | Число свободных n-кубов (зеркальные отражения считаются идентичными) последовательность A038119 в OEIS |
| -- | ------------ | -------------------------------------------------------------------------------------------------- | --- |
| 1  | монокуб      | 1                                                                                                  | 1 |
| 2  | дикуб        | 1                                                                                                  | 1 |
| 3  | трикуб       | 2                                                                                                  | 2 |
| 4  | тетракуб     | 8                                                                                                  | 7 |
| 5  | пентакуб     | 29                                                                                                 | 23 |
| 6  | гексакуб     | 166                                                                                                | 112 |
| 7  | гептакуб     | 1023                                                                                               | 607 |
| 8  | октакуб      | 6922                                                                                               | 3811                                                                                                   |
| 9  | нонакуб      | 48 311                                                                                             | 25 413                                                                                                 |
| 10 | декакуб      | 346 543                                                                                            | 178 083                                                                                                |

По состоянию на 2024 год известно точное количество поликубов вплоть до порядка n=22.

## Симметрии поликубов
Как и полимино, поликубы можно классифицировать по количеству симметрий, которые они имеют. Возможные симметрии поликубов (классы сопряженности подгрупп ахиральной октаэдрической группы) впервые были перечислены У. Ф. Ланноном в 1972 году. Большинство поликубов асимметричны, но многие имеют более сложные группы симметрии, вплоть до полной группы симметрии куба с 48 элементами. Всего для поликубов существует 33 различных типа симметрии (включая асимметрию).

## Головоломки на основе поликубов
На основе поликубов существует множество различных головоломок, наиболее известными примерами которых являются кубики сома, куб Бедлама, дьявольский куб, головоломка Слотобера — Граатсмы и головоломка Конвея.

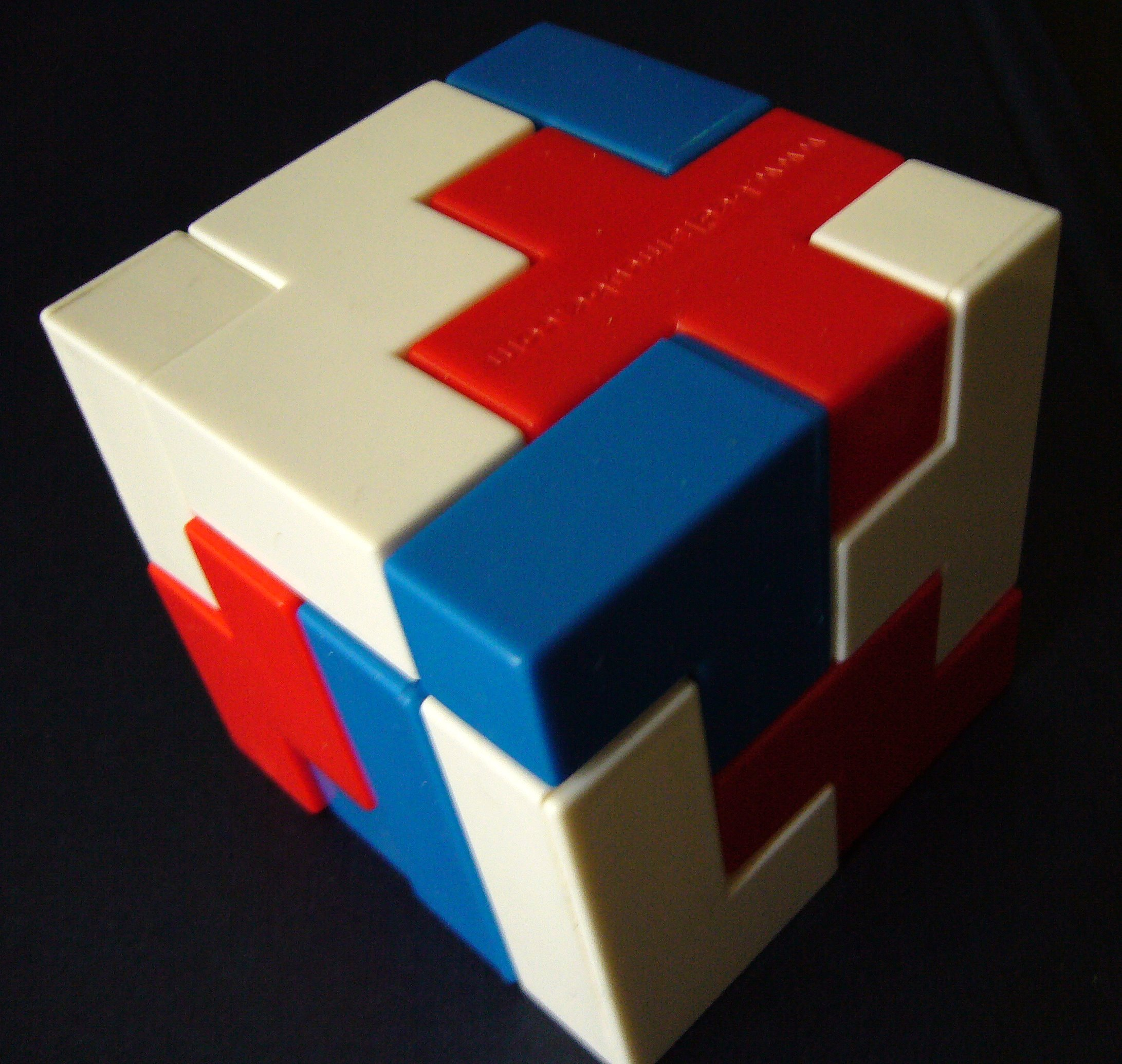
Куб Бедлама (собранный)
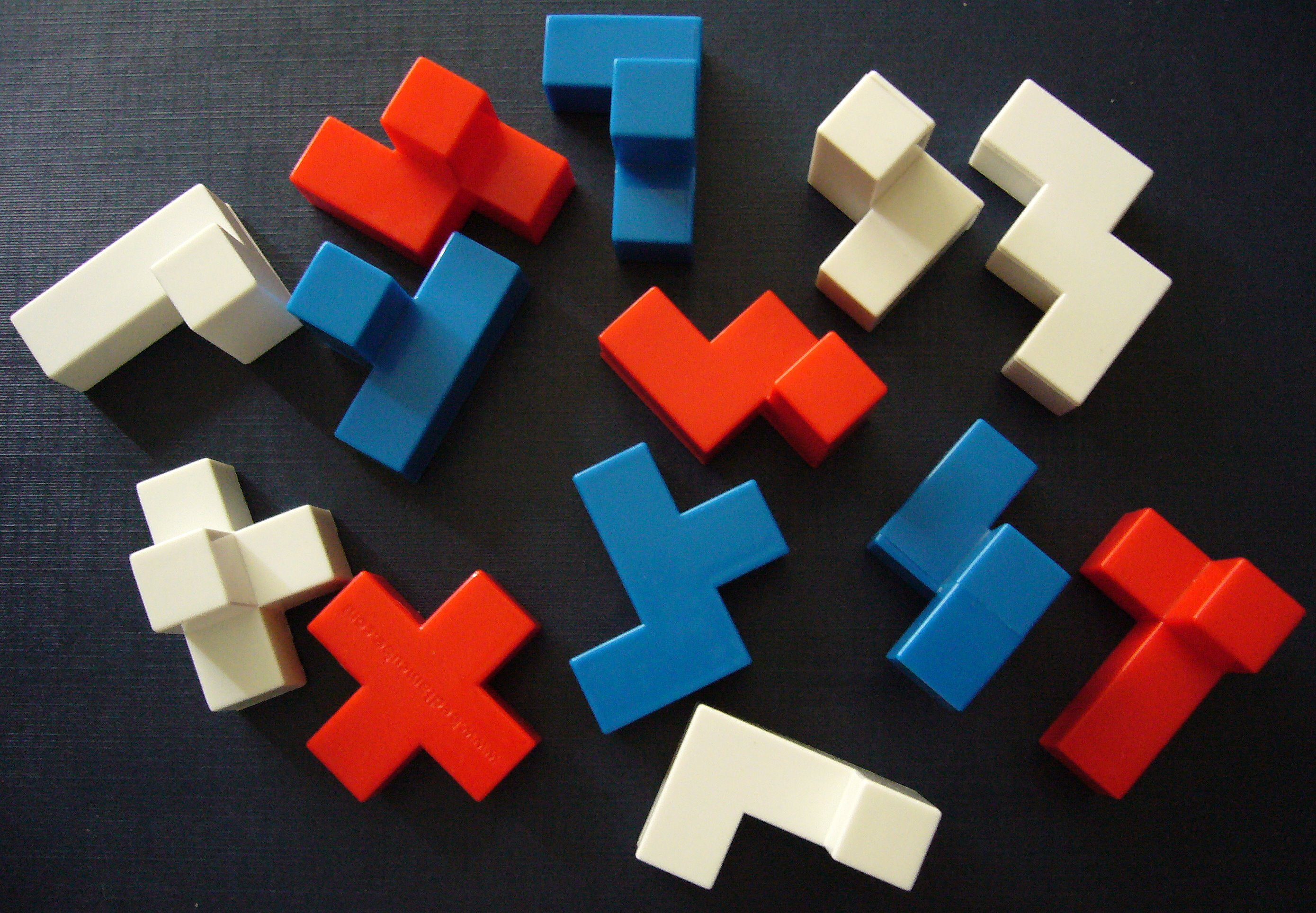
Куб Бедлама (детали)
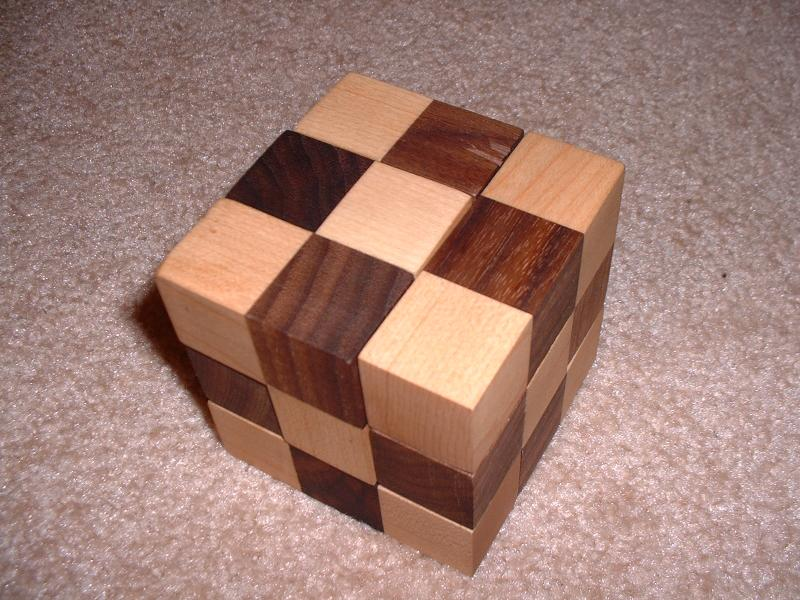
Кубики сома (одно из 6 решений)
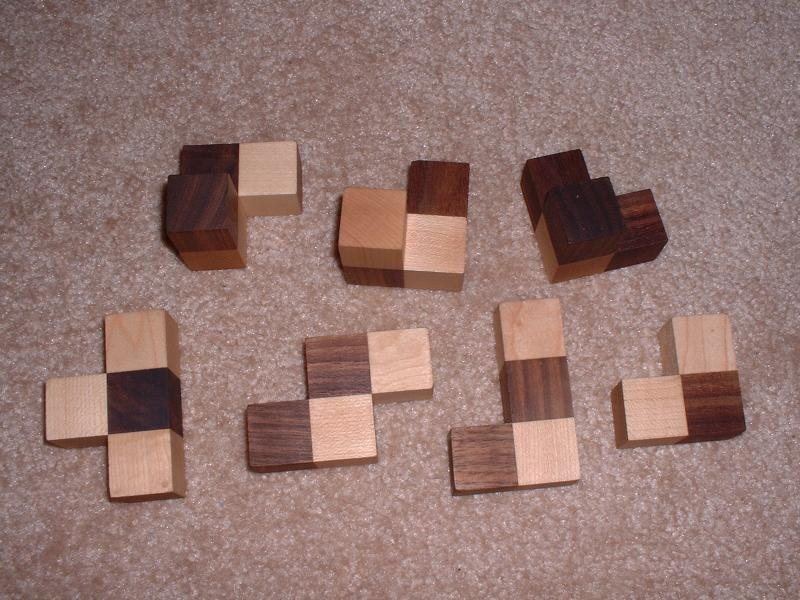
Кубики сома (детали)